# Pennsylvania Woman Suffrage Association
Pennsylvania Woman Suffrage Association (PWSA) var en organisation för kvinnors lika rättigheter i delstaten Pennsylvania i USA, verksam mellan 1869 och 1920. 
Det var delstatens lokalförening för den nationella rösträttsföreningen National American Woman Suffrage Association (NAWSA). Syftet var att verka för införandet av rösträtt för kvinnor. 